# Maserati 4CL y 4CLT
El Maserati 4CL y su modelo hermano derivado, el Maserati 4CLT son monoplazas de carreras perteneciente a la era de los Grandes Premios que fueron diseñados y construidos por Maserati. El 4CL fue introducido al inicio de la temporada 1939, como un rival al Alfa Romeo 158 y varios modelos de ERA en la clase voiturette de los Grandes Premios. Aunque las carreras cesaron durante la Segunda Guerra Mundial, el 4CL fue uno de los modelos delanteros en la reanudación de las carreras a finales de la década de 1940. Los experimentos con el sobrealimentador de dos etapas y la construcción de un chasis tubular eventualmente llevaron a la introducción del revisado modelo 4CLT en 1948. El 4CLT se actualizó y actualizó constantemente durante los dos años siguientes, resultando en el modelo 4CLT/50 definitivo, introducido para el año inaugural del Campeonato de Fórmula 1 en 1950. En la inmediata posguerra y en los dos primeros años de la categoría de Fórmula 1, el 4CLT fue el coche elegido por muchos participantes privados, llevando a que numerosos ejemplares participaran en la mayoría de las carreras durante este período.

## El 4CL

### Diseño
A finales de la década de 1930, el rápido desarrollo continuo de la cada vez más competitiva clase internacional de voiturette, y la introducción del Alfa Romeo 158 y los Tipo B y C de ERA, forzaron a los hermanos Maserati a diseñar un nuevo, de diámetro cuadrado, motor de 4 cilindros en línea, con un diámetro y carrera de 78 mm para una cilindrada total de 1490,85 centímetros cúbicos (1,5 L). Este nuevo motor desarrolló 30–50 bhp más que el de 6 cilindros en línea previo, el aumento se logró principalmente mediante un aumento a cuatro válvulas por cilindro, acoplado al uso de un sobrealimentador más potente y un pequeño aumento en la relación de compresión. Siguiendo la práctica habitual de Maserari, el motor se montó en un diseño de chasis casi idéntico al del predecesor del 4CL: el Maserati 6CM. Convencional en su arquitectura, dos largueros de sección en caja recorrían la longitud del automóvil unidos, en forma de escalera, por travesaños más pequeños, aunque el diseño del 4CL incorporaba más componentes de aluminio que su antecesor. Aunque casi idéntica en su distancia entre ejes, la vía del 4CL era 5 cm (1,97 plg) más ancha que la del 6CM y estaba más baja gracias a los soportes de resorte reposicionados.

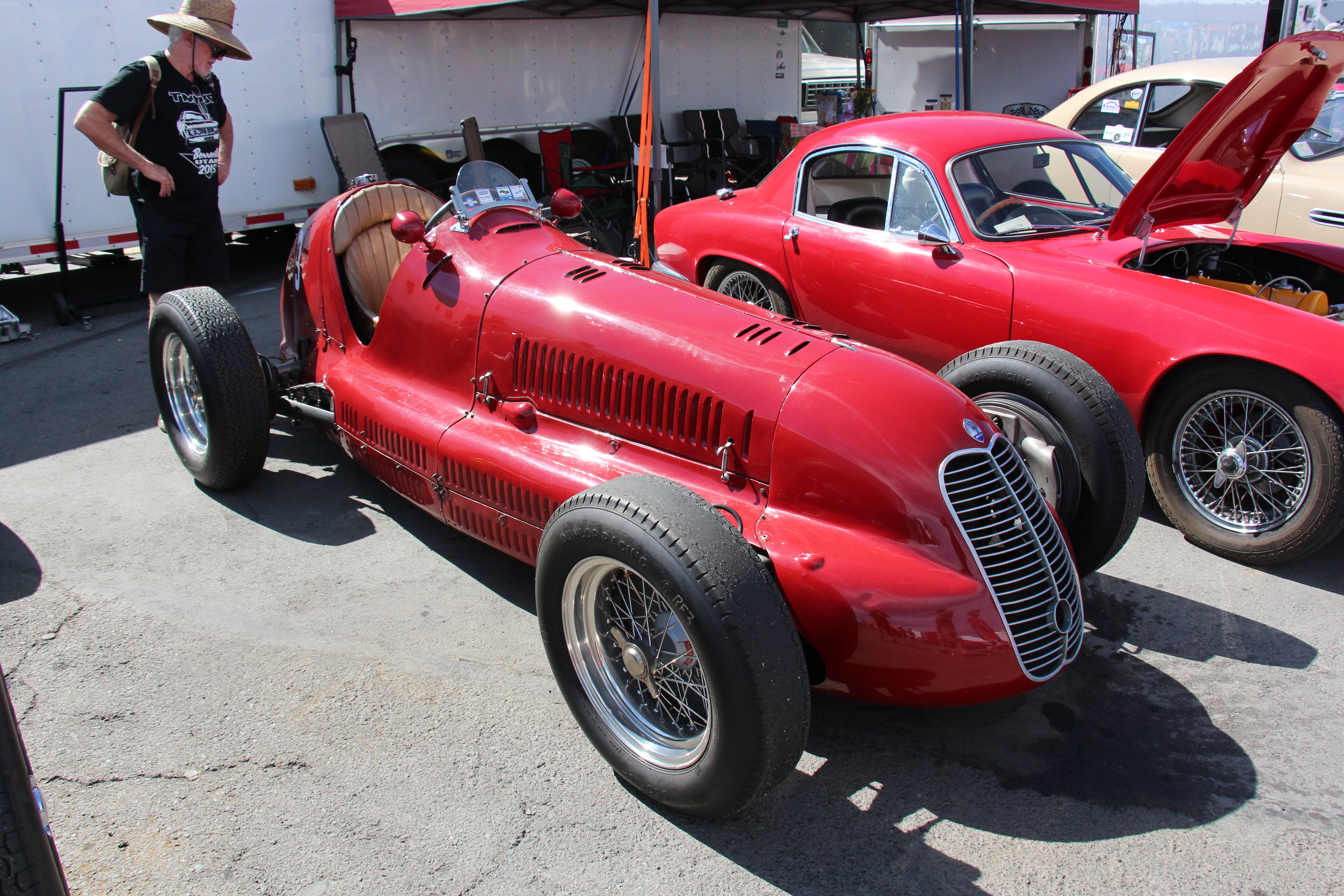
Un Maserati 4CL de 1939

Envolviendo este chasis bastante conservador había una carrocería baja y curvilínea con paneles de aleación, construida internamente por Maserati. Maserati también construyó una versión aerodinámica del 4CL desde el principio. El desarrollo continuo del motor, en respuesta a la introducción de la sobrealimentación de dos etapas por parte de Alfa Romeo en la posguerra, comenzó a exponer debilidades en el diseño del chasis. En un intento por mejorar la rigidez torsional, Maserati comenzó a experimentar con miembros del chasis de sección tubular. Estos modelos experimentales corrieron junto con los 4CL convencionales durante la temporada de 1947 y finalmente llevaron a la introducción del 4CLT en 1948.

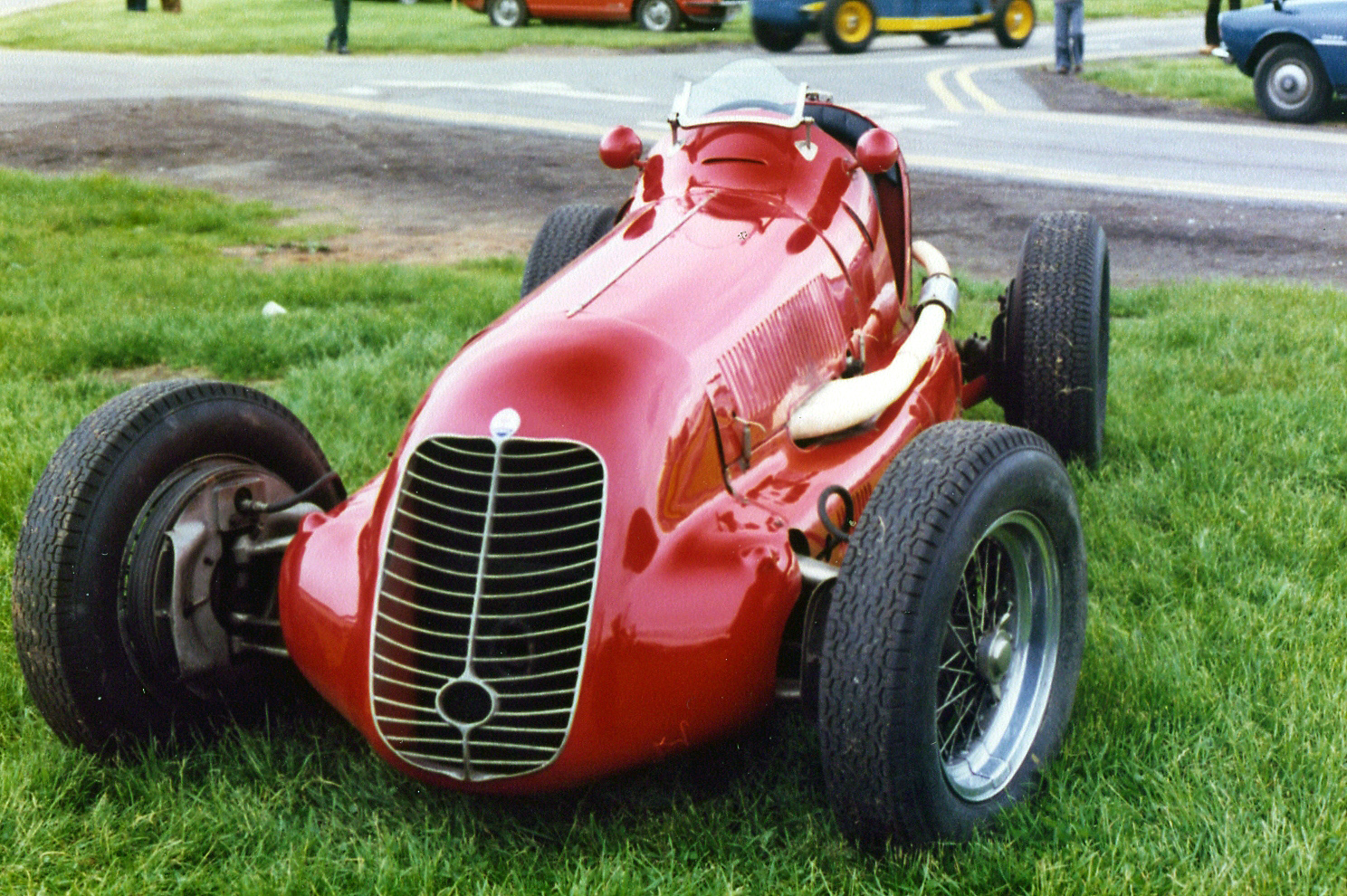
Un Maserati 4CL en Oulton Park, circa 1982

## Historial de carreras

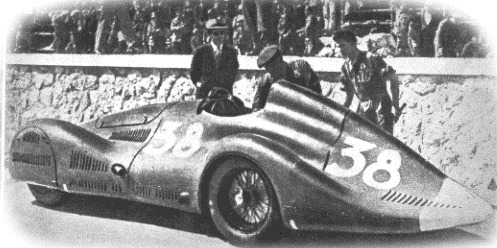
4CL Aerodinámico en el Gran Premio de Trípoli el 7 de mayo de 1939, donde rápidamente se averió, conducido por Luigi Villoresi (1909-1997).

En las manos de Luigi Villoresi, el aerodinámico consiguió la pole position en la carrera debut del 4CL en el Gran Premio de Trípoli de 1939, adelante de los nuevos W165 de Mercedes. Sin embargo, tanto él como dos de los tres 4CL convencionales se retiraron temprano en la carrera por problemas de motor, dejando que las Flechas de Plata se llevaran la victoria. De manera vergonzosa para el equipo oficial, después de este decepcionante debut, la primera victoria del 4CL llegó de la mano del privado Johnnie Wakefield en el Gran Premio de Nápoles, dos carreras después. Durante el resto de las carreras de voiturette de 1939, Wakefield obtuvo dos victorias más y los 4CL de la fábrica obtuvieron otras dos, antes de que el estallido de la guerra restringiera la competencia internacional. Villoresi llevó la 4CL a la victoria en la Targa Florio de 1940, pero con la entrada restringida a los países del Eje y solo Maserati contando con un equipo de fábrica, la oposición no era de clase mundial.
Cuando se reanudó la competición en 1946, el Maserati 4CL demostró la clase del campo. Luigi Villoresi inmediatamente volvió a la senda ganadora, consiguiendo la victoria en la primera carrera tras el cese de hostilidades: el Gran Premio de Niza de 1946. Tazio Nuvolari y Giorgio Pelassa obtuvieron victorias en 4CL, pero fue Raymond Sommer y su 4CL quien dominó la temporada. 1947 resultó ser la temporada más exitosa del 4CL y, a pesar de que Alfa Romeo presentó el renovado 158 y el nuevo 308, los pilotos de Maserati obtuvieron 10 victorias individuales en carreras. 

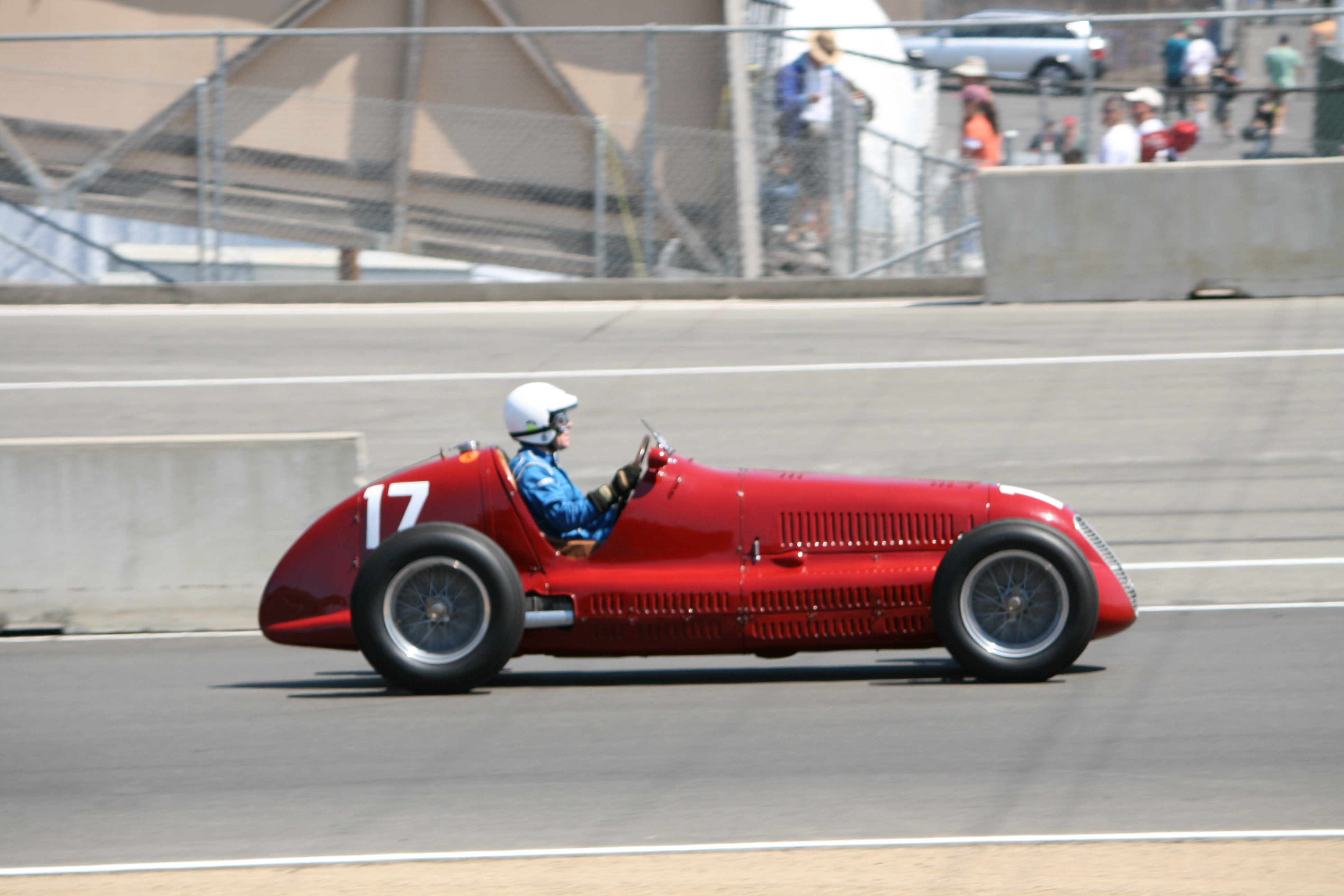
Maserati 4CL

Después de la sustitución de los 4CL del equipo de fábrica por el nuevo 4CLT, muchos ejemplares de los coches más antiguos llegaron a manos privadas. Debido a la popularidad del 4CL entre los participantes privados, muchos todavía competían en la máxima categoría al comienzo del Campeonato Mundial de Fórmula 1 en 1950.

## El 4CLT
Los cambios de chasis y motor realizados en los 4CL experimentales finalmente se fusionaron en el 4CLT, y la T adjunta denota su chasis tubular. Las mejoras en la rigidez torsional que aportaba la construcción tubular eran necesarias para contrarrestar los aumentos de par y potencia resultantes de la actualización del doble sobrealimentador del antiguo motor de 4 en línea. La potencia aumentó a aproximadamente 260 bhp (194 kW), desde los 220 del 4CL. Otros cambios incluyeron el uso de rodamientos de rodillos para el cigüeñal, componentes de suspensión trasera forjados (en lugar de fundidos) y el chasis fue diseñado para funcionar con amortiguadores hidráulicos desde el principio.

### 4CLT/48Sanremo
La primera variante del 4CLT obtuvo su apodo de "Sanremo" de la primera carrera en la que participó: el Gran Premio de San Remo de 1948. El nombre permaneció, ya que Alberto Ascari llevó su 4CLT a la victoria en su primera aparición en carrera. Un presagio de lo que vendría, Villoresi y Reg Parnell ganaron cinco de las carreras restantes de la temporada de 1948. En el primer año del Campeonato del Mundo de Fórmula 1, un Sanremo consiguió el que sería el mejor resultado del Campeonato para Maserati, cuando Louis Chiron consiguió el tercer puesto en su Gran Premio de casa: el Gran Premio de Mónaco de 1950. La última variante del 4CLT que compitió en el Campeonato del Mundo fue un 4CLT/48 modificado por el equipo Arzani-Volpini, que ni siquiera logró clasificarse para el Gran Premio de Italia de 1955.

#### 1949
Para 1949, modificaciones menores a los tambores de freno, el cambio de paletas a ranuras para enfriamiento, junto con pequeños cambios en el diseño de los controles de la cabina y un tanque colector de aceite reposicionado dieron como resultado un automóvil al que a veces se hace referencia como 4CLT/49. La fábrica nunca lo llamó así. El trío Ascari/Villoresi/Parnell, junto con Juan Manuel Fangio y Toulo de Graffenried, retomaron la temporada donde lo habían dejado la temporada anterior, ganando nueve de las quince primeras carreras de 1949, incluida la victoria de De Graffenried en el Gran Premio de Gran Bretaña. Sin embargo, en la segunda mitad de la temporada sólo se produjeron tres victorias más, ya que los cada vez más competitivos Ferrari y Talbot superaron a los Maseratis en la mayoría de las carreras importantes.

#### 1950–1951
1950 vio la introducción de la Fórmula 1. En respuesta a las mejoras introducidas en el Alfa 158 y en los ya competitivos Ferrari y Talbot, Maserati volvió a actualizar el motor del 4CLT. Un cigüeñal de varias piezas, bielas aligeradas y equilibradas, un par de sobrealimentadores más potentes y cambios en el tiempo de encendido llevaron la potencia del motor a 280 HP (209 kW). Sumado a la pérdida de 10 kg (22 lb)  del peso del automóvil, esto llevó al Maserati a niveles de rendimiento cercanos a los de Alfa. Aunque moderadamente competitivas en tiradas cortas, las actualizaciones finales demostraron ser demasiado para el diseño del motor de una década de antigüedad y el rendimiento del 4CLT en Gran Premio se vio obstaculizado por fallas del motor. Las únicas victorias de la temporada en la Fórmula 1 se produjeron en pruebas que no eran de campeonato. Fangio ganó el Gran Premio de Pau el mismo día en que Parnell se llevó el Trofeo Richmond en Goodwood. David Hampshire ganó el Trofeo de Nottingham a finales de año. Fangio también ganó el Gran Premio de Ramparts de Fórmula 2, en Angulema, con un chasis de un 4CLT equipado con un motor de un A6GCM. El equipo Milano modificó un 4CLT para utilizarlo en 1950 y 1951, pero sin éxito.
También para 1951, B. Bira modificó su 4CLT de 1949 para aceptar un motor OSCA V12 de aspiración natural más potente, de 4450 cm³ (271,6 plg³). Este motor desarrollaba alrededor de 300 HP (224 kW).Con él, Bira ganó la carrera de Goodwood a principios de temporada, pero en su única aparición en el Campeonato del Mundo, en el Gran Premio de España de 1951, se retiró en la primera vuelta.

### 4CLT/50
A finales de 1949, varios (dos o tres, según la fuente) de los Sanremo restantes se convirtieron para su uso en las carreras de Fórmula Libre de la serie Temporada en Buenos Aires, Argentina, en la temporada de verano de 1949 a 1950. Este modelo se denominó 4CLT/50; aunque ese nombre a veces también se aplica a los coches de Fórmula 1 con especificaciones de 1950, los coches Temporada son los únicos a los que la fábrica se refiere como tal. Las modificaciones se limitaron principalmente a la ampliación de la cilindrada del motor a 1719 cm³ (104,9 plg³). A pesar de estas mejoras, la serie estuvo dominada por Ferrari y, después de la carrera final, los coches fueron enviados de regreso a Italia y reconvertidos a las especificaciones de Fórmula 1.

### El 4CLT Platé
Enrico Platé, defensor desde hace mucho tiempo de los automóviles Maserati, reconoció las deficiencias de Maserati como vehículo de Fórmula 1 y convirtió un 4CLT/48 en la variante Maserati-Platé 4CLT de Fórmula 2. Como la F2 era para coches de aspiración natural, el primer paso fue eliminar los sobrealimentadores. Después de esto, para contrarrestar la pérdida de rendimiento resultante, la relación de compresión se duplicó con creces y la capacidad se aumentó al límite de la clase de 2 L (122,05 plg³). Con la menor potencia del motor revisado, se perdió peso y se mejoró el manejo al reducir la distancia entre ejes.

### Últimas victorias en carreras
De Graffenried ganó el Trofeo de Richmond y Giuseppe Farina el Gran Premio de París en 1951, pero con el cambio a las reglas de la Fórmula 2 para el Campeonato Mundial a partir de 1952, se descubrió que el antiguo chasis del 4CLT tenía sobrepeso y poca potencia en comparación con sus nuevos rivales. A pesar de haber sido el pilar de las carreras de alto nivel desde finales de la década de 1930, el 4CL y el 4CLT rápidamente cayeron en desgracia, a medida que comenzaron a surgir máquinas más pequeñas y ligeras de las fábricas europeas que aún se recuperaban de los efectos de la guerra.
Hoy en día, muchos 4CL y 4CLT sobreviven y se exhiben regularmente en eventos históricos de deportes de motor, además de exhibirse estáticamente en museos.

## Datos técnicos
| Datos técnicos             | 4CL                                                         | 4CLT/48                                                     | 4CLT/50                                                     |
| -------------------------- | ----------------------------------------------------------- | ----------------------------------------------------------- | ----------------------------------------------------------- |
| Motor:                     | Motor en línea de 4 cilindros montado en la parte delantera | Motor en línea de 4 cilindros montado en la parte delantera | Motor en línea de 4 cilindros montado en la parte delantera |
| Cilindrada:                | 1491 cm3                                                    | 1491 cm3                                                    | 1491 cm3                                                    |
| Relación diámetro/carrera: | 78 x 78 mm                                                  | 78 x 78 mm                                                  | 78 x 78 mm                                                  |
| Potencia máxima en rpm:    | 220 hp en 6 000 rpm                                         | 260 hp en 7 000 rpm                                         | 280 hp en 7 000 rpm                                         |
| Control de válvula:        | 2 árboles de levas en cabeza, 4 válvulas por cilindro       | 2 árboles de levas en cabeza, 4 válvulas por cilindro       | 2 árboles de levas en cabeza, 4 válvulas por cilindro       |
| Compresión:                | 6.5:1                                                       | 6.0:1                                                       | 6.0:1                                                       |
| Carburador:                | Weber 45DCO individual                                      | Doble Weber 50DCO                                           | Doble Weber 52DCO                                           |
| Descarga:                  | Compresor Roots                                             | Compresores Roots dobles                                    | Compresores Roots dobles                                    |
| Caja de cambios:           | Manual de 4 velocidades                                     | Manual de 4 velocidades                                     | Manual de 4 velocidades                                     |
| Suspensión delantera:      | Enlaces cruzados dobles, resortes de torsión                | Enlaces cruzados dobles, resortes helicoidales              | Enlaces cruzados dobles, resortes helicoidales              |
| Suspensión trasera:        | Eje trasero rígido, ballestas                               | Eje trasero rígido, ballestas                               | Eje trasero rígido, ballestas                               |
| Frenos:                    | Frenos de tambor hidráulicos                                | Frenos de tambor hidráulicos                                | Frenos de tambor hidráulicos                                |
| Chasis y carrocería:       | Estructura de viga cajón con cuerpo de aluminio             | Estructura de escalera con cuerpo de aluminio               | Estructura de escalera con cuerpo de aluminio               |
| Distancia entre ejes:      | 250 cm                                                      | 250 cm                                                      | 250 cm                                                      |
| Peso en seco:              | 630 kg                                                      | 630 kg                                                      | 620 kg                                                      |
| Velocidad máxima:          | 250 km/h                                                    | 270 km/h                                                    | 280 km/h                                                    |

## Resultados completos del Campeonato Europeo
(clave)
| Año     | Entrante     | Chasis | Motor                | Pilotos        | 1   | 2   | 3   | 4   |
| ------- | ------------ | ------ | -------------------- | -------------- | --- | --- | --- | --- |
| 1939    | P. Pietsch   | 4CL    | Maserati 4CL 1.5 L4s |                | BEL | FRA | GER | SUI |
| 1939    | P. Pietsch   | 4CL    | Maserati 4CL 1.5 L4s | Paul Pietsch   |     |     |     | Ret |
| 1939    | J. Wakefield | 4CL    | Maserati 4CL 1.5 L4s | John Wakefield |     |     |     | 12  |
| 1939    | G. Rocco     | 4CL    | Maserati 4CL 1.5 L4s | Giovanni Rocco |     |     |     | Ret |
| Fuente: |              |        |                      |                |     |     |     |     |

## Resultados completos del Campeonato del Mundo de Fórmula 1
(clave)
| 1950    | Scuderia Ambrosiana        | 4CLT/48 | Maserati 4CLT 1.5 L4s | D |                            | GBR | MON | 500 | SUI  | BEL | FRA | ITA |     |     |
| 1950    | Scuderia Ambrosiana        | 4CLT/48 | Maserati 4CLT 1.5 L4s | D | David Murray               | Ret |     |     |      |     |     | Ret |     |     |
| 1950    | Scuderia Ambrosiana        | 4CLT/48 | Maserati 4CLT 1.5 L4s | D | David Hampshire            | 9   |     |     |      |     | Ret |     |     |     |
| 1950    | Scuderia Ambrosiana        | 4CLT/48 | Maserati 4CLT 1.5 L4s | D | Reg Parnell                |     |     |     |      |     | Ret |     |     |     |
| 1950    | Officine Alfieri Maserati  | 4CLT/48 | Maserati 4CLT 1.5 L4s | P | Louis Chiron               | Ret | 3   |     | 9    |     | Ret | Ret |     |     |
| 1950    | Officine Alfieri Maserati  | 4CLT/48 | Maserati 4CLT 1.5 L4s | P | Franco Rol                 |     | Ret |     |      |     | Ret | Ret |     |     |
| 1950    | Enrico Platé               | 4CLT/48 | Maserati 4CLT 1.5 L4s | P | Toulo de Graffenried       | Ret | Ret |     | 6    |     |     | 6   |     |     |
| 1950    | Enrico Platé               | 4CLT/48 | Maserati 4CLT 1.5 L4s | P | B. Bira                    | Ret | 5   |     | 4    |     |     | Ret |     |     |
| 1950    | Joe Fry                    | 4CL     | Maserati 4CL 1.5 L4s  | D | Joe Fry                    | 10‡ |     |     |      |     |     |     |     |     |
| 1950    | Joe Fry                    | 4CL     | Maserati 4CL 1.5 L4s  | D | Brian Shawe-Taylor         | 10‡ |     |     |      |     |     |     |     |     |
| 1950    | Scuderia Achille Varzi     | 4CLT/48 | Maserati 4CLT 1.5 L4s | P | José Froilán González      |     | Ret |     |      |     | Ret |     |     |     |
| 1950    | Scuderia Achille Varzi     | 4CLT/48 | Maserati 4CLT 1.5 L4s | P | Alfredo Pián               |     | DNS |     |      |     |     |     |     |     |
| 1950    | Scuderia Achille Varzi     | 4CLT/48 | Maserati 4CLT 1.5 L4s | P | Nello Pagani               |     |     |     | 7    |     |     |     |     |     |
| 1950    | Scuderia Achille Varzi     | 4CL     | Maserati 4CL 1.5 L4s  | P | Toni Branca                |     |     |     | 11   |     |     |     |     |     |
| 1950    | Scuderia Milano            | 4CLT/50 | Speluzzi 1.5 L4s      | P | Felice Bonetto             |     |     |     | 5    |     | Ret |     |     |     |
| 1950    | Scuderia Milano            | 4CLT/50 | Speluzzi 1.5 L4s      | P | Franco Comotti             |     |     |     |      |     |     | Ret |     |     |
| 1950    | Antonio Branca             | 4CL     | Maserati 4CL 1.5 L4s  | P | Toni Branca                |     |     |     |      | 10  |     |     |     |     |
| 1950    | Paul Pietsch               | 4CLT/48 | Maserati 4CLT 1.5 L4s | P | Paul Pietsch               |     |     |     |      |     |     | Ret |     |     |
| 1951    | Enrico Platé               | 4CLT/48 | Maserati 4CLT 1.5 L4s | P |                            | SUI | 500 | BEL | FRA  | GBR | GER | ITA | ESP |     |
| 1951    | Enrico Platé               | 4CLT/48 | Maserati 4CLT 1.5 L4s | P | Louis Chiron               | 7   |     |     |      |     |     |     |     |     |
| 1951    | Enrico Platé               | 4CLT/48 | Maserati 4CLT 1.5 L4s | P | Harry Schell               | 12  |     |     | Ret  |     |     |     |     |     |
| 1951    | Enrico Platé               | 4CLT/48 | Maserati 4CLT 1.5 L4s | P | Toulo de Graffenried       |     |     |     | Ret  |     | Ret |     |     |     |
| 1951    | Enrico Platé               | 4CLT/48 | Maserati 4CLT 1.5 L4s | P | Paul Pietsch               |     |     |     |      |     | DNS |     |     |     |
| 1951    | Scuderia Milano            | 4CLT/50 | Speluzzi 1.5 L4s      | P | Onofre Marimón             |     |     |     | Ret  |     |     |     |     |     |
| 1951    | Scuderia Milano            | 4CLT/50 | Speluzzi 1.5 L4s      | P | Paco Godia                 |     |     |     |      |     |     |     | 10  |     |
| 1951    | Scuderia Milano            | 4CLT/50 | Speluzzi 1.5 L4s      | P | Juan Jover                 |     |     |     |      |     |     |     | DNS |     |
| 1951    | Scuderia Ambrosiana        | 4CLT/48 | Maserati 4CLT 1.5 L4s | D | David Murray               |     |     |     |      | Ret | DNS |     |     |     |
| 1951    | John James                 | 4CLT/48 | Maserati 4CLT 1.5 L4s | D | John James                 |     |     |     |      | Ret |     |     |     |     |
| 1951    | Philip Fotheringham-Parker | 4CL     | Maserati 4CL 1.5 L4s  | D | Philip Fotheringham-Parker |     |     |     |      | Ret |     |     |     |     |
| 1951    | Antonio Branca             | 4CLT/48 | Maserati 4CLT 1.5 L4s | P | Toni Branca                |     |     |     |      |     | Ret |     |     |     |
| 1951    | Prince Bira                | 4CLT/48 | OSCA 4500 4.5 V12     | P | B. Bira                    |     |     |     |      |     |     |     | Ret |     |
| 1952    | Enrico Platé               | 4CLT/48 | Platé 2.0 L4          | P |                            | SUI | 500 | BEL | FRA  | GBR | GER | NED | ITA |     |
| 1952    | Enrico Platé               | 4CLT/48 | Platé 2.0 L4          | P | Toulo de Graffenried       | 6   |     |     | Ret‡ | 19  |     |     | DNQ |     |
| 1952    | Enrico Platé               | 4CLT/48 | Platé 2.0 L4          | P | Harry Schell               | Ret |     |     | Ret‡ | 17  |     |     |     |     |
| 1952    | Enrico Platé               | 4CLT/48 | Platé 2.0 L4          | P | Alberto Crespo             |     |     |     |      |     |     |     | DNQ |     |
| 1952    | Fadely-Anderson/R.A. Cott  | 4CLT/48 | Offenhauser 4.5 L4    | F | Carl Forberg               |     | DNQ |     |      |     |     |     |     |     |
| 1953    | Fadely-Anderson/R.A. Cott  | 4CLT/48 | Offenhauser 4.5 L4    | F |                            | ARG | 500 | NED | BEL  | FRA | GBR | GER | SUI | ITA |
| 1953    | Fadely-Anderson/R.A. Cott  | 4CLT/48 | Offenhauser 4.5 L4    | F | Spider Webb                |     | DNQ |     |      |     |     |     |     |     |
| 1957    | Morgan Engineering         | 4CLT/48 | Maserati 4CLT 1.5 L4s | F |                            | ARG | MON | 500 | FRA  | GBR | GER | PES | ITA |     |
| 1957    | Morgan Engineering         | 4CLT/48 | Maserati 4CLT 1.5 L4s | F | Danny Kladis               |     |     | DNQ |      |     |     |     |     |     |
| Fuente: |                            |         |                       |   |                            |     |     |     |      |     |     |     |     |     |